# Okigō
Pour les articles homonymes, voir Okigo.
Okigō (沖郷) est un des quartiers constituant Nan'yō dans la préfecture de Yamagata au nord de l'île de Honshū au Japon.
Okigō a une école primaire et une école secondaire.